# Stor fetbålmossa
Stor fetbålmossa (Aneura maxima) är en bladmossart som först beskrevs av Victor Félix Schiffner, och fick sitt nu gällande namn av Franz Stephani. Stor fetbålmossa ingår i släktet Aneura och familjen Aneuraceae. Enligt den finländska rödlistan är arten sårbar i Finland. Artens livsmiljö är källmiljöer. Inga underarter finns listade i Catalogue of Life.